# Änkor
Änkor (Viduidae) är en fågelfamilj vars arter tidigare placerades i familjen vävare. Till familjen förs de två släktena Vidua, med ett tiotal arter, och Anomalospiza med den enda arten gökvävare:

### SläkteAnomalospiza
- Gökänka (Anomalospiza imberbis)

### SläkteVidua
- Östlig paradisänka (Vidua paradisaea)
- Bredstjärtad paradisänka (Vidua obtusa)
- Togoparadisänka (Vidua togoensis)
- Långstjärtad paradisänka (Vidua interjecta)
- Sahelparadisänka (Vidua orientalis)
- Dominikaneränka (Vidua macroura)
- Praktänka (Vidua hypocherina)
- Vimpelstjärtad änka (Vidua regia)
- Stråstjärtad änka (Vidua fischeri)
- Byänka (Vidua chalybeata)
- Zambeziänka (Vidua codringtoni)
- Purpurglansänka (Vidua purpurascens)
- Svartänka (Vidua funerea)
- Rosenamarantsänka (Vidua wilsoni)
- Vaktelastrildsänka (Vidua nigeriae)
- Klippamarantsänka (Vidua maryae)
- Jambanduänka (Vidua raricola)
- Maskamarantsänka (Vidua larvaticola)
- Fonioänka (Vidua camerunensis)